# Уаипа (река)
Уаипа (англ. Waipa River) — река бассейна Уаикато в регионе Уаикато на Северном острове Новой Зеландии.

## География

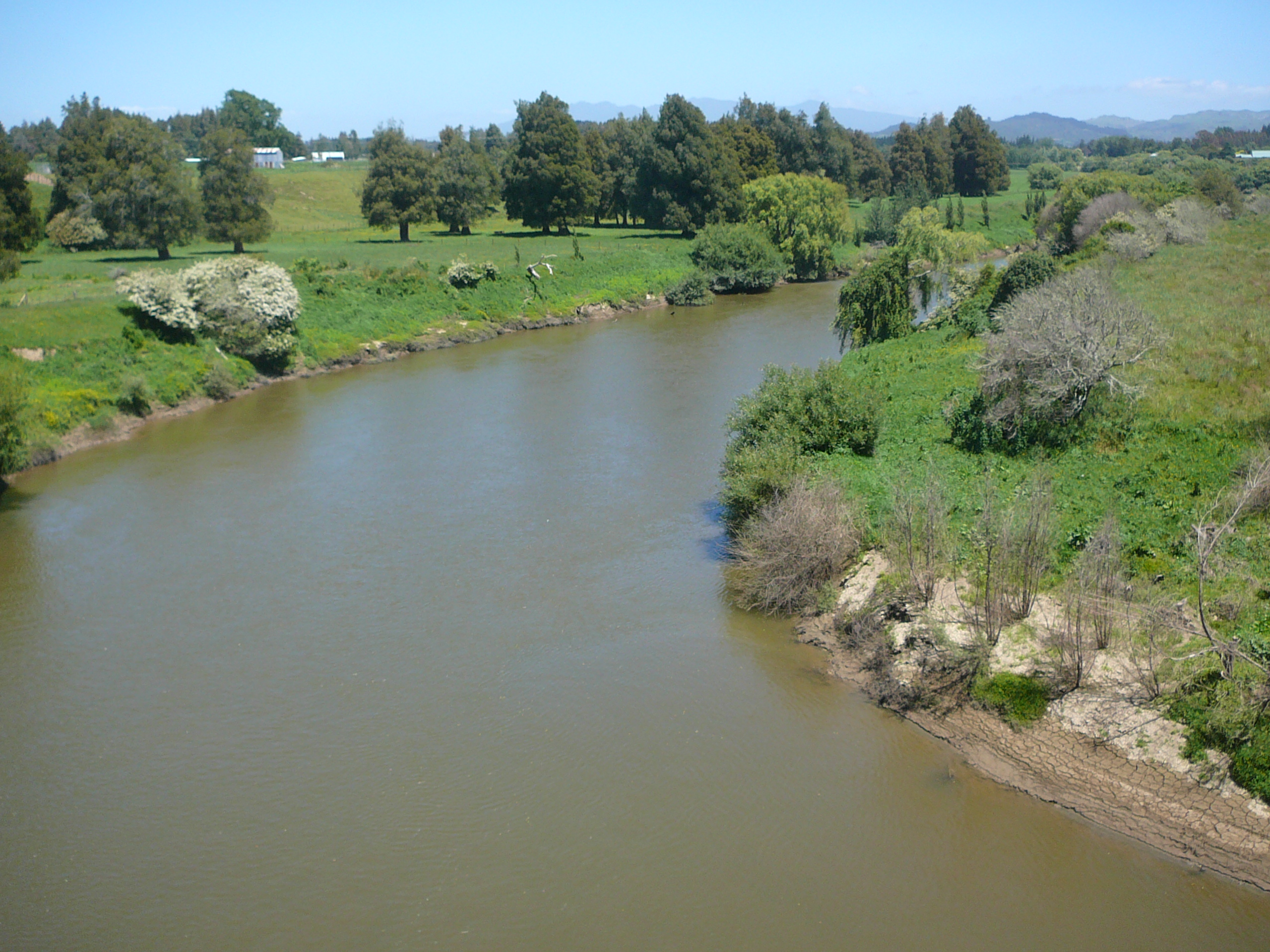
Уаипа близ Фатафата.

Протяжённость реки — 115 км. Она берёт начало на хребте Рангитото к востоку от города Те Куити на высоте 703 м над уровнем моря. Река течёт на север, пересекает города Оторохангу и Пиронгию. Является левым притоком Уаикато близ Нгаруавахиа на высоте 20 м над уровнем моря. Самый крупный приток Уаикато. Главный приток Уаипа — река Пуниу.
В верховьях реки у Отороханга и вверх по течению река очень чистая во время маловодья. Этот участок реки протекает через сельскохозяйственные угодья и кустарниковые заросли. В низовьях Уаипа подвержена наводнениям, поскольку во время паводков поток может увеличиваться в 100 раз — от 20 до 560 м³/с — и уровень реки может подниматься на 11 м.

## Скорость потока

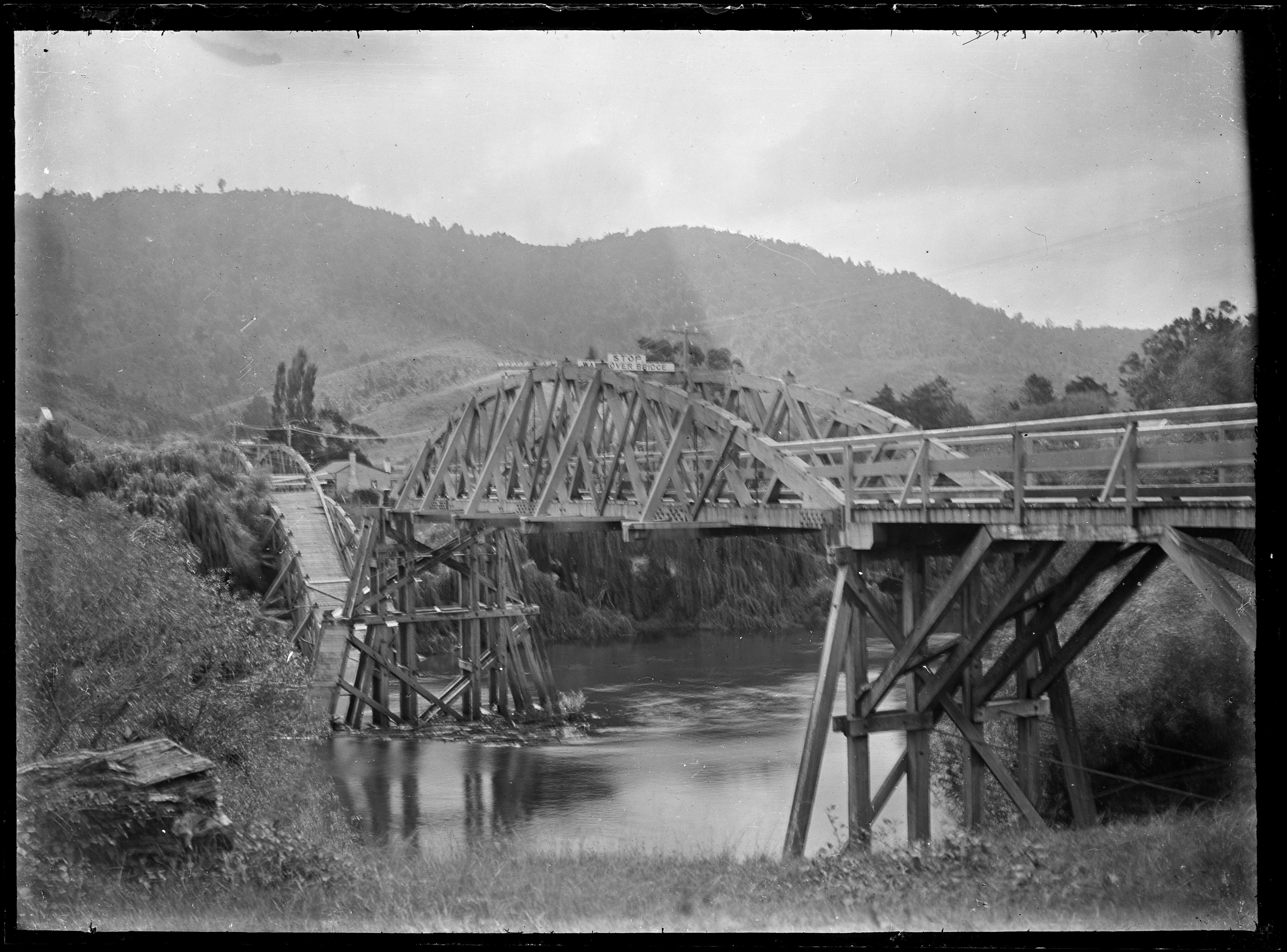
Последствия разрушения моста через Уаипу близ Нгаруавахиа в 1916 году.

Таблица показывает скорость потока на различных участках реки, представленную как время необходимое для прохождения 130 км от Те Куити до Нгаруавахиа во время низкой и высокой воды.
|             |              | time (hrs) | time (hrs) |
| Место       | км от истока | Низкая     | Высокая    |
| ----------- | ------------ | ---------- | ---------- |
| Те Куити    | 0            | 0          | 0          |
| Отороханга  | 37           | 20         | 13         |
| Пиронгиа    | 73           | 40         | 25         |
| Фатафата    | 101          | 59         | 36         |
| Нгаруавахиа | 130          | 98         | 49         |